# Хорда (геометрія)

Хорда (грец. χορδή — струна) кола — відрізок, що з'єднує дві точки кола. Частина січної обмежена точками кола.

Хорда кривої — відрізок, що з'єднує дві точки кривої.

## Хорда кола
Хорда кола відтинає від кола частину, яка називається сегментом.
Дві точки на кінцях хорди визначають дугу кола.
Хорда кола має наступні властивості:
- Хорда найбільшої довжини проходить через центр кола, і є діаметром кола.
- Хорди будуть рівновіддаленими від центра кола тоді і тільки тоді, коли вони мають однакову довжину.
- Перпендикуляр до середини хорди проходить через центр кола.
- Радіус, перпендикулярний хорді, ділить хорду навпіл.

- При перетині двох хорд кола, точка перетину розбиває кожну хорду на пару відрізків так, що добуток

довжин цих відрізків однієї хорди дорівнює відповідному добутку іншої (див. малюнок — {\displaystyle AE\cdot EB=CE\cdot ED}).
- Еквівалентне твердження, при перетині двох хорд утворюється пара подібних з вертикальними кутами (див. малюнок — {\displaystyle \triangle AED\sim \triangle CEB} або {\displaystyle \triangle AEC\sim \triangle DEB}).

## Хорди кривої другого порядку

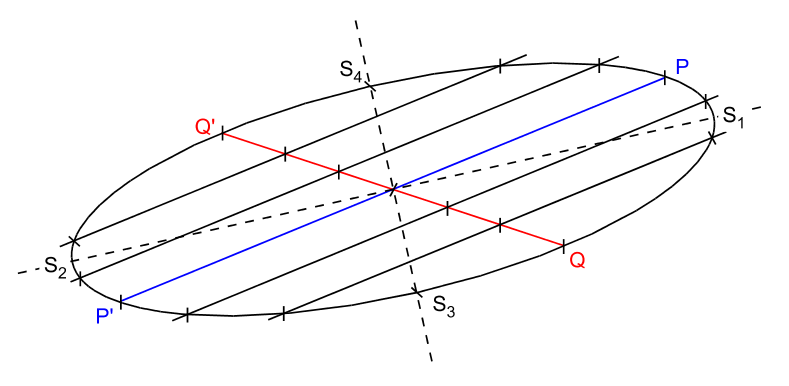
Середини хорд паралельних утворюють відрізок

Середини паралельних хорд будь-якої кривої другого порядку лежать на одній прямій. Пряма, на якій лежить цей відрізок, називається діаметром кривої другого порядку.